# バーニー・ユーウェル
バーニー・ユーウェル（Harold Norwood "Barney" Ewell、1918年2月25日 - 1996年4月4日）は、アメリカ合衆国の陸上競技選手。彼は1940年代を代表するスプリンターで1948年ロンドンオリンピックに出場。同大会で金メダル1つを含む3つのメダルを獲得した選手である。ペンシルベニア州ハリスバーグ出身。

## 経歴
ユーウェルは、高校生だった1930年代中頃からペンシルベニア州を代表する短距離・跳躍選手として活躍。しかし、その名声が高まるのは、ペンシルベニア大学に入学した後の1940年から1942年にかけて行われた学生の競技会の100mと200mで12回もタイトルを獲得してからであった。さらにユーウェルは1939年から1948年の10年間でAAU選手権で11回も優勝している。また、走幅跳の選手としても優秀で、1942年には7m68を記録している。
1941年から1945年の間は、第二次世界大戦に従軍。戦争から戻ってきた彼は復学し、1947年に大学を卒業する。1948年のロンドンオリンピックの選考会を兼ねたAAU選手権の100mにおいて、10秒2の世界タイ記録を樹立した。
ロンドンオリンピックでは、100mでは、チームメートのハリソン・ディラードとデッドヒートの末に銀メダルに終わる。200mも100mと同様に大接戦となり、メル・パットンと同タイムの末銀メダルに終わった。そして、ユーウェルは、出場する予定ではなかった4×100mリレーに、出場予定の選手が不調であったため代わりに出場することとなる。第1走を務め、アメリカは余裕で1着でゴール。ところが、1走のユーウェルと、2走のロレンゾ・ライトとのバトン引継ぎがゾーンをオーバーしたとのことで失格と判定された。しかし、フィルムをもう一度見直したところ、そのような事実はなかったということで、アメリカの失格は取消され、ユーウェルの金メダルが確定した。